# 劉蕊澄
劉蕊澄（Lau Yui Ching，1994年8月15日—），生於香港，香港女子足球運動員，司職中場，現時效力香港女子足球聯賽球隊傑志女子足球隊。目前任職於彭博社。

## 球員生涯
2018年3月初，劉蕊澄加盟澳洲維多利亞省女子超聯球會南方聯。4月22日，她於以1–13負南墨爾本的聯賽獲選為球隊最佳球員。
2019年劉蕊澄轉投澳洲另一支球隊Mitchelton，她提早近3個月到達澳洲，重新適應及與球隊培養默契。在2月20日，24歲的她在球隊對South West Queensland Thunder的揭幕戰踢足全場，成為3：1取勝的功臣之一。

## 外部連結
- HKFA player profile Lau Yui Ching（页面存档备份，存于）
- Soccerway player profile Lau Yui Ching（页面存档备份，存于）